# Far Cry 2
Far Cry 2 — багатоплатформова відеогра в жанрі шутера від першої особи, друга (не враховуючи аддонів і спін-оффів) гра з однойменної серії ігор.
Спочатку гра задумувалась, як платформова ексклюзивність для персональних комп'ютерів, але пізніше було оголошено, що одночасно з виходом версії для ПК, будуть випущені версії для ігрових приставок PlayStation 3 та Xbox 360. «Far Cry 2» розроблена для IBM PC-сумісних комп'ютерів (під керуванням операційних систем сімейства Microsoft Windows) та гральних консолей Xbox 360 та PlayStation 3.
Розробник гри — канадський підрозділ компанії «Ubisoft» — «Ubisoft Montreal». Офіційний видавець «Far Cry 2» — також компанія Ubisoft.

## Передмова
Вже кілька місяців, як у народу немає уряду. Пожежа громадянської війни, роздута порожніми обіцянками алмазного багатства і такою самою порожньою ідеологією, перетворила країну на попелище. Залишившись без засобів, через банкрутство своїх роботодавців, сотні іноземних найманців намагаються самостійно отримати вигоду з чужого нещастя. Місцеві воїни, в поспіху втечі покинуті своїми командирами, за допомогою зброї очищають землі від мирних жителів та їх місць проживання. З цього хаосу народилися два угруповання: Об'єднаний Фронт Визволення та Праці (ОФВП) і Союз Народного Опору (СНО). Спорядивши банди вуличної шпани, за порадою хитрих найманців, угруповання кілька місяців борються один з одним. Цивільні, які не встигли втекти, тепер ховаються в укриттях, в жаху сподіваючись на порятунок. Угруповання отримали неймовірну кількість зброї та боєприпасів, раніше стримуваних ембарго Африканського союзу. Подібний достаток зброї для обох сторін виходить від легенди незаконної торгівлі — загадкового чоловіка на прізвисько Шакал. Ваше завдання просте — знайти й ліквідувати Шакала.

## Сюжет гри
Головний герой, найманець чи співробітник невідомої організації або спецслужби, прибуває в невідому африканську країну з метою ліквідації торговця зброєю, відомого під псевдонімом Шакал. Головний герой їде з аеропорту в готель міста Пала, по дорозі оглядаючи околиці з автомобіля і слухаючи розповідь таксиста про ситуацію в країні, що знаходиться в стані безперервної громадянської війни. Після прибуття в місто, головний герой виявляє у себе симптоми хвороби й непритомніє в таксі.
Прийшовши до тями, головний герой виявляє себе лежачим на ліжку в готелі без сил ворухнутись. Він відчуває лихоманку і періодично в нього відбуваються напади кашлю. В кутку кімнати головний герой бачить озброєного пістолетом і мачете людину європейської зовнішності (саме це і є Шакал), який риється в його речах та читає його щоденник. Людина вимовляє монолог, з якого випливає, що головний герой хворий на малярію та зауважує, що йому потрібна інша робота, залишаючи головному героєві мачете (встромивши його перед головою героя зі словами: «Це я вирішую, кому жити, а кому вмирати. Я.», при цьому кидаючи пістолет на комод поруч з гравцем і виходить з кімнати. Потім, головний герой непритомніє, і опам'ятовується вже вранці. В цей момент за стіною чути хаотичну стрілянину — в місті почалися збройні зіткнення ОФВП (Об'єднаний Фронт Визволителів Праці) і СНО (Союз Народного Опору). Вибух за вікном скидає головного героя з ліжка, потім він підбирає пістолет і мачете та отримує перше сюжетне завдання — вибратися з міста …
Втекти головному герою не вдається і він знову непритомніє (можливо, від поранень, а якщо гравець зможе дійти до межі міста, то від нападу малярії), після цього він приходить до тями в одному з тимчасових штабів (ОФВП або СНО — це вже залежить від гравця (яких людей вб'є і в яку частину міста побіжить). Опісля, головний герой згодом виконує різні завдання обох угруповань, намагаючись пробитися до їх лідерів й через них дістатись до Шакала, роз'їжджаючи по країні, купуючи зброю і спорядження (до речі, валюта тут — алмази). Є багато квестів для інших найманців (у процесі їх виконання, вони стають друзями головного героя), а також завдання з добування таблеток від малярії.
До кінця гри головний герой проходить через жах нескінченної різанини, безрозсудної жадібності й зрадництва, втрачає друзів-найманців, вбиває змінюючих один одного лідерів двох угрупувань, безладно ріжучи один одного в боротьбі за владу та нарешті зустрічається з Шакалом. Той пояснює, що це пекло, яке твориться в Африці, до якої нікому з «цивілізованих» немає діла, — як хвороба, єдині доступні ліки від якої, — винищення всіх заражених. Шакал направив у цю країну потоки зброї з колишніх гарячих точок, для того, щоб у виниклому хаосі вивести з осередку зарази тих людей, які ще залишилися людьми — нехай ті, хто намагаються нажитися на чужому горі, ріжуть один одного, а не тих, хто ні в чому не винен. Тисячі біженців, переслідувані головорізами СНО і ОФВП, що намагаються перешкодити їх втечі, вже зібралися біля кордону. Але прикордонники з іншого боку вимагають величезний хабар алмазами за прохід, а один місцевий наркоторговець, отримавши приготований Шакалом «дипломат» алмазів, збирається втекти з ними з країни на вертольоті. Шакал просить головного героя допомогти. У випадку, якщо у головного героя залишилися в живих друзі — найманці, для яких він завершив всі квести, його чекає найстрашніше — зрада. Найманці, повбивавши охорону наркоторговця, спробують зрадити й свого «друга», який не раз рятував їм життя, — вбити його й самим втекти з алмазами. У фіналі пропонуються дві кінцівки: піднятись на вершину гори з акумулятором від автомобіля, щоб «підрубавши» дроти від вибухівки до клем, підірвати ящик динаміту та влаштувати обвал, перекривши шлях переслідувачам, або ж віднести кейс з алмазами прикордонникам, щоб вони пропустили людей, а потім застрелитися. Вся зараза повинна бути знищена, в тому числі Шакал і головний герой.
Результат — в країні так і не встановилося єдиної влади, але звідти втекли мільйони мирних жителів. Всі міжнародні благодійні організації з подивом відзначали вкрай мале число жертв серед біженців. Правдивий репортаж самовідданого місцевого журналіста про цю війну та її справжніх героїв, не зацікавив жодне ЗМІ. Тіло легендарного Шакала офіційно так і не знайшли.

## Персонажі
- Шакал — справжнє ім'я невідоме. Торговець зброєю з США, на рахунку якого безліч злочинів — від піратства до порушення ембарго ООН на ввезення зброї. Шакал роками переховується від влади, ставши фігурою майже міфічної властивості для покупців уживаного військового спорядження.
- Рубен Олувагембі — журналіст, колись висланий з рідної Нігерії, нині працює військовим кореспондентом на велике британське агентство новин. Зі штабу в Йоганнесбурзі Олувагембі виїжджав на кожен великий конфлікт на африканському континенті, всіх випадків, які траплялись за останні 5 років. Висвітлюючи події громадянської війни, він вперше почув про Шакала. Писав оповідання про Шакала і розруху в країні, просить гравця допомогти йому знайти плівки його розмови з Шакалом, які в нього забрали солдати і які дуже допоможуть його розповіді. В кінці він єдиний з героїв (хоча його можна співвіднести до другорядних) виживає й фотографує 30.000 людей, що залишають країну.
- Адді Мбантуве — безжалісна та владна людина, колись очолював заборонену Партію самобутності, нині — вождь ОФВП. Зібрав навколо себе звільнених солдатів, повстанців та колишніх найманців агентства «Бастіон», утворивши велике угруповання, яким сам керує з Порт — Селао. В одному із записів Шакал говорив, що Адді, щоб провезти товар Шакала, використовував своїх людей, точніше їх тіла.)
- Майор Олівер Тамбосса — колишній армійський чин, згуртував розрізнені залишки армії та відновив дисципліну за допомогою висунутих на посади головорізів. СНО під його керівництвом став сильним гравцем, що зацікавив іноземних найманців. Його штаб знаходиться в колишньому офісі газети «Стандарт».
- Доктор Леон Гакумба — доктор Гакумба, представник Мбантуве в окрузі Лебоа — Сако, прославився як політик — демагог ще до того, як приєднався до ОФВП.
- Проспер Куассі — ватажок вуличної банди в Пале, член СНО. Горить величезною ненавистю до ОФВП.

## Розробка

### Історія
Far Cry 2 була презентована головою Ubisoft 19 липня 2007 року в Парижі. Ubisoft повідомила що гра вже перебуває в розробці, яку веде команда із Ubisoft Montreal, і буде видана 23 жовтня 2008 року.

## Зброя
У грі зброя розділена на чотири категорії, гравець може нести один вид зброї з кожної категорії одночасно. Особливістю гри є поступовий знос зброї. Зброя може заіржавіти, воно почне заїдати, заклинити, даючи осічки і в підсумку може повністю зламатися, вибухнувши в руках гравця. Навички володіння і обслуговування зброї (крім деяких видів, наприклад, мачете) можна покращувати. Потужність зброї сильно занижена, на відміну від першої частини гри: не захищені бронежилетами люди витримують по кілька влучень з вогнепальної зброї в груди.
Категорії зброї:
Холодна зброя
Мачете — зброя ближнього бою, завдає досить високі пошкодження. Удар мачете як мінімум валить супротивника з ніг. Також їм можна добивати поранених супротивників особливим ударом. У грі використовується виключно як холодна зброя.
Ніж — як зброя в інвентарі не з'являється, але персонаж періодично витягує ним кулі з тіла.
Основна зброя
Штурмові гвинтівки та автомати:
- G3-KA4 — німецька штурмова гвинтівка, володіє найнижчими показниками з штурмових гвинтівок по точності, скорострільності та забійній силі.
- AK-47 — автомат радянського виробництва, надійна й проста в обігу зброя, з досить непоганими показниками убивчої сили, скорострільності та точності.
- AR-16 — штурмова гвинтівка, має якусь подобу штурмової гвинтівки M16. Володіє дуже високою точністю стрільби на рівні снайперських гвинтівок за рахунок практично не відчувається віддачі та оптичного прицілу. Має непогану убивчу силу і скорострільність, але невисоку надійність.
- FN FAL — бельгійська штурмова гвинтівка. Має досить непогану забійну силу і точність при мінімальної віддачі, і середні показники по скорострільності і надійності.

Снайперські гвинтівки:
- M1903 Sniper Rifle — гвинтівка Спрінгфілд часів ДСВ з оптичним прицілом та ручною перезарядкою. Відрізняється простотою, доступністю, щільністю стрільби і хорошою забійною силою. Ефективна на середніх і дальніх відстанях.
- СВД — самозарядна снайперська гвинтівка, відрізняється високою надійністю. Непогана скорострільність, найбільша точність і потужність роблять гвинтівку СВД універсальною, придатною для будь-якої відстані.
- AS50 — британська снайперська гвинтівка калібру .50. Саме потужне вогнепальну зброю, не рахуючи станкового кулемета M2, потужності кулі AS50 вистачає щоб вбити будь-якого ворога з 1 попадання. Найбільш висока потужність і точність непогана при величезної віддачі, на далеких дистанціях поступається іншим снайперським рушницям по точності.

Пістолети-кулемети:
- MP5 — німецький пістолет-кулемет з глушником, що володіє високою скорострільністю, але слабкою убивчою силою і практично не має віддачі, за рахунок чого дуже точний на невеликих відстанях. Ефективний на близьких і середніх відстанях.

Дробовики:
- Homeland 37 — помповий дробовик для бою на близьких відстанях з поодинокими супротивниками.
- SPAS-12 — напівавтоматичний дробовик. Ефективний для боротьби з невеликими групами ворогів на близьких відстанях.
- USAS-12 — автоматичний дробовик з магазинним живленням. Трохи менша потужність, але висока купчастість дробу і дуже висока скорострільність для дробовика роблять зброя незамінним для бою на малих дистанціях.

Легкі гранатомети:
- MGL-140 — легкий 4-зарядний гранатомет. Висока швидкість стрільби, 4 заряду, достатня потужність, і протипіхотний снаряд — роблять MGL-140 дуже ефективною зброєю для боротьби з живими цілями і легким транспортом.

Додаткова зброя
Пістолети:
- Makarov — пістолет Макарова калібру 9 мм. Має невисокі бойові можливості.
- Silent Makarov 6P9 — той же пістолет Макарова, але з глушником. Призначений для безшумної стрільби.
- Star .45 — модифікація Кольта M1911, використовує калібр .45ACP. Має середні характеристики для пістолета.
- Eagle.50 — потужний пістолет калібру .50. Висока потужність патрона роблять пістолет ефективним на близьких і середніх дистанціях, але віддача дуже висока, що знижує швидкість ефективного вогню.
- Flare Pistol — сигнальний пістолет, завдає досить значної шкоди при попаданні, а також підпалювали мета або траву. При пострілі може висвітлювати місцевість вночі, а також залучати до себе увагу на великій відстані.

Легкі пістолети-кулемети:
- MAC-10 — компактний пістолет-кулемет «Інгрем» американського виробництва, має невисоку точність стрільби.
- Uzi — компактний пістолет-кулемет «Узі» ізраїльського виробництва, що має збалансовані характеристики точності.

Гранатомети:
- M-79 Grenade Launcher — однозарядний гранатомет, використовувався американською армією під час В'єтнамської війни. Метає гранату по параболічної траєкторії.

Вибухівка:
- IED's — набір вибухівки — бруски динаміт, міни (протитанкові і від міномета) з саморобним пристроєм дистанційного підриву.

Спеціальна зброя
Ручні кулемети:
- PKM — радянський кулемет ПКМ (кулемет Калашникова модернізований). У грі має невисоку забійну силу, незважаючи на потужний патрон. Кулемет має істотну віддачу, тому його ефективність залежить від вміння ним користуватися — віддача біля кулемета РПК при автоматичній стрільбі спрямована строго вгору, тому, стріляючи по ногах, можна легко «прошити» тіло супротивника з ніг до голови.
- M-249 SAW — американський варіант бельгійського ручного кулемета. Практично не має віддачі, за рахунок чого дуже ефективний аж до великих відстаней, але убивчість набагато нижче, ніж у РКМа.

Ручні гранатомети:
- RPG-7 — радянський гранатомет, ефективний проти великих скупчень ворогів, будівель, машин, таборів.
- Carl G — шведський протитанковий гранатомет, ще більш потужний, ніж RPG-7. Ефективний проти великих скупчень ворогів, будівель, машин, таборів. Можливо також ручне наведення на ціль.

Вогнемети:
- LPO-50 Flamethrower — вогнемет, призначений для знищення живої сили і влаштування пожеж. Найбільш ефективний у сухих саванах, де за допомогою підпалу сухої трави дозволяє змінити карту бою.

Міномети:
Type 63 Mortar — призначений для штурму, прориву і знищення укріплень і таборів ворога за допомогою метання потужних хв на величезні відстані. Розриваються міни мають велику зону ураження, однак прицілювання здійснюється на «очко», — користуватися відкидним прицілом досить складно.
Метання дротиків:
- Dart Rifle — духова рушниця, що стріляє дротиками з сильнодійною отрутою. При попаданні миттєво вбиває мета.

Станкове зброю
Кулемети:
- Mounted M-249 SAW — станковий версія кулемета M-249.
- M2 .50 Cal — американський важкий кулемет.

Гранатомети:
- MK-19 Grenade Launcher — станковий гранатомет.

Метальна зброя
Ручні гранати:
- M-67 Grenade — ручна осколкова граната.

Запальні гранати:
- Molotov Cocktail — пляшка із запальною сумішшю. Придатна для влаштування підпалів.

Після установки доповнення "'Fortune's Pack"' з'являється ще 3 нового виду зброї:
- Короткоствольний дробовик — являє собою обріз куркового двоствольної рушниці. Використовується як додаткове зброю. Має хороший шкоди і міцність, але він довго перезаряджається.
- Дробовик з глушником — це покращений Homeland 37 з пластикової фурнітурою, віддаленим прикладом і встановленим глушником. Ефективний на близьких і середніх дистанціях. Має хороший шкоди і міцність, так само можна носити 120 патронів в запасі на відміну від 66 патронів в Homeland 37.
- Арбалет — відноситься до категорії спеціальне зброю. Стріляє стрілами забезпеченими вибуховими снарядами, спрацьовуючими від детонаторів ударного дії. Ефективний проти техніки і великих скупчень супротивників. Стріляє точно і безшумно, запасу міцності вистачає приблизно на 16-24 пострілу. Можна носити з собою 8 стріл.

## Відгуки
| Агрегатор    | Оцінка                                                            |
| ------------ | ----------------------------------------------------------------- |
| GameRankings | X360: 85% (65 оглядів) PC: 85% (35 оглядів) PS3: 85% (46 оглядів) |
| Metacritic   | PC:86% (30 оглядів) X360:85% (71 огляд) PS3:85% (46 оглядів)      |

| Видання                    | Оцінка                      |
| -------------------------- | --------------------------- |
| 1Up.com                    | B+                          |
| Eurogamer                  | 8/10                        |
| Game Informer              | 8/10                        |
| GamePro                    | 5/5                         |
| GameSpot                   | 8.5/10                      |
| GameSpy                    | [ 19 ]                      |
| IGN                        | PS3/X360: 8.8/10 PC: 8.9/10 |
| PC Gamer (Велика Британія) | 94%                         |
| PC PowerPlay               | 10/10                       |
| X-Play                     | 4/5                         |

| Видання     | Оцінка |
| ----------- | ------ |
| Домашний ПК | 4/5    |

## DLC «Fortune s Pack»
21 листопада 2008 року Ubisoft анонсувала перше dlc (англ. DLC) для Far Cry 2 — «Fortune s Pack». Це доповнення містило в собі три нові зразки ручної зброї (короткоствольний дробовик, дробовик з глушником і арбалет), два нові транспортні засоби (вантажівки та квадроцикл), а також чотири нові мультиплеєрні карти (дешева робоча сила, Last Resort, Lake мазок і Fort Fury). Дане доповнення доступно в Xbox Live Marketplace і Playstation Network. Також він доступний і для користувачів ПК і продається через Steam за $4,99. Також є безкоштовний набір карт для жителів Канади (в Канаді була розроблена гра).

## Бренд
Права на бренди «Far Cry 2» і «Far Cry 3» належать компанії «Ubisoft», незважаючи на те, що власником бренду «Far Cry» є студія «Crytek» — розробник першої гри — «Far Cry» з однойменної серії ігор. Студія «Crytek» через розбіжності з компанією «Ubisoft» не була задіяна в розробці «Far Cry 2» і «Far Cry 3». Варто також відзначити, що назва бренду обрано не випадково — більшість брендів та франшиз, зареєстрованих студією «Crytek», містять у своїх назви словосполучення «плакати»: «Crytek», «CryEngine», «CryEditor» франшиза «Far Cry», франшиза «Crysis», «CryMod», «CryDev», «CryWiki» і ін.

## Цікаві факти
- Як заявив в інтерв'ю директор Crytek Джеват Ерлі, в Far Cry 2 від першої частини гри залишилося лише ім'я[28].
- В офіційному патчі версії 1.03 була повністю вилучена використовувана в попередніх версіях DRM (SecuROM Internet Activation і Disc Check Protection).
- У фіналі гри підірвати ящик динаміту можливо лише із застосуванням акумулятора, що напевно вб'є головного героя. Спроба вижити, при наявності відповідного предмета замінувавши ящик і підірвавши його дистанційно з безпечної відстані, закінчиться нічим, — динаміт в ящику невразливий.
- По світу гри Far Cry 2 розкидані вісім золотих АК-47 без приклада, їх особливістю крім зовнішнього вигляду є те, що вони зношуються набагато довше звичайного зброї купується у торговців.